# 우가진

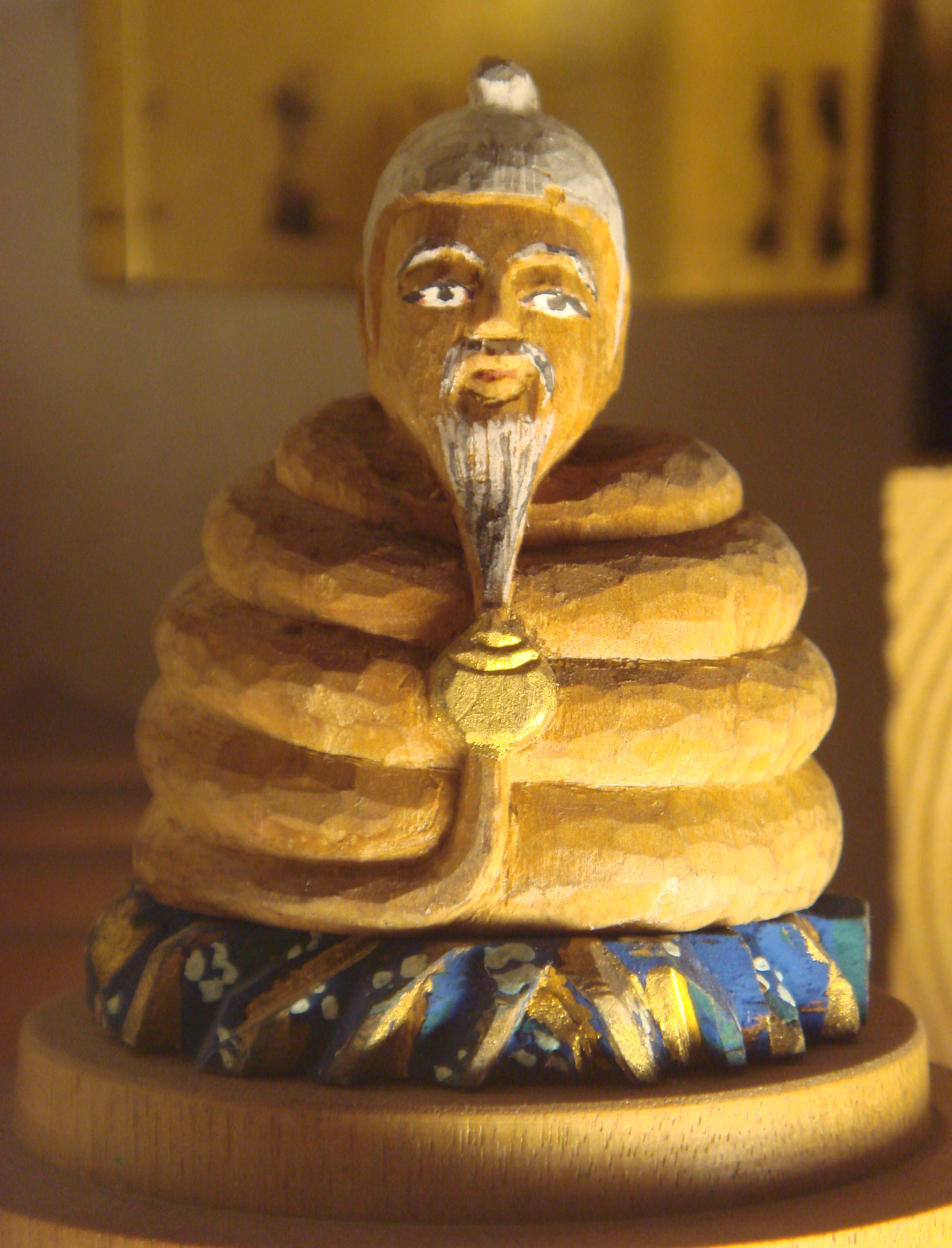

우가진(일본어: 宇賀神)은 일본 신화에 등장하는 수확과 풍요의 신이다. 우가진은 남성과 여성으로서 모두 대표되는데, 남성상의 경우 뱀의 몸과 수염 난 남성의 머리로 묘사되며 여성상의 경우 여성의 머리로 되어 있다.